# Port lotniczy Phitsanulok
Port lotniczy Phitsanulok (IATA: PHS, ICAO: VTPP) – port lotniczy położony w Phitsanulok, w prowincji Phitsanulok, w Tajlandii.